# Regering-Belcredi
Dit artikel geeft een overzicht van de regering onder Richard Belcredi in het Keizerrijk Oostenrijk.
| Functie                        | Persoon                         | Van               | Tot              |
| ------------------------------ | ------------------------------- | ----------------- | ---------------- |
| Voorzitter van de Ministerraad | Richard von Belcredi            | 27 juli 1865      | 7 februari 1867  |
| Buitenlandse Zaken             | Alexander von Mensdorff-Pouilly | 27 juli 1865      | 30 oktober 1866  |
| Buitenlandse Zaken             | Ferdinand von Beust             | 30 oktober 1866   | 7 februari 1867  |
| Handel                         | Bernhard von Wüllerstorf        | 30 september 1865 | 7 februari 1867  |
| Financiën                      | Johann von Larisch-Moennich     | 27 juli 1865      | 21 januari 1867  |
| Financiën (gevolmachtigd)      | Franz Karl von Becke            | 21 januari 1867   | 7 februari 1867  |
| Justitie                       | Emanuel Komers von Lindenbach   | 27 juli 1865      | 7 februari 1867  |
| Staatsminister                 | Richard von Belcredi            | 27 juli 1865      | 7 februari 1867  |
| Politie                        | Richard von Belcredi            | 27 juli 1865      | 7 februari 1867  |
| Oorlog                         | Karl von Franck                 | 27 juli 1865      | 6 september 1866 |
| Oorlog                         | Franz von John                  | 6 september 1866  | 7 februari 1867  |
| Zonder portefeuille            | Móric Esterházy                 | 27 juli 1865      | 30 oktober 1866  |

Kolowrat · Pillersdorf · Wessenberg · Schwarzenberg · Buol · Rechberg · Aartshertog Reinier · Belcredi